# 桑德兰足球俱乐部
新特蘭足球會（英語：Sunderland Association Football Club），是一家英格蘭足球俱乐部，現正於英格蘭超級足球聯賽比賽。此球會於1879年成立，主場位於英格蘭東北部桑德兰威爾河（River Wear）的光明球場（Stadium of Light）。
新特蘭足球會主場曾位於洛加公園球場（Roker Park，1898-1997），故被稱為「洛加人」（Rokermen）。在二十世紀前期，新特蘭經常花費巨額金錢購買球員，亦被戲稱為「英倫銀行俱樂部」（Bank of England club），現時綽號為「黑貓」（Black Cats）。俱樂部格言為Consectatio Excellentiae，意思為「追求卓越」。
新特蘭共奪得六次英格蘭頂級聯賽冠軍，但最近一次已是1936年，不过他们仍然是迄今为止最后一支身着剑条衫赢得英格兰联赛冠军的球队。他們亦取得兩次足總杯冠軍，最著名一役是1973年以乙組隊身份擊敗當時盛極一時的列斯聯。新特蘭的傳統死對頭是同屬英格蘭東北部的紐卡素，兩隊亦被傳媒稱爲「東北雙雄」。不過因為兩隊在英超都經常為護級而戰，所以亦被香港球迷戲稱為「東北雙熊」。 在2016/2017球季降級，結束十年英超之路。更在2017/2018球季降級，實現兩連降，網飛為他們拍了輯紀錄片叫。

## 球會歷史
球會於1879年由一群教師創立，名為新特蘭地區教師聯會（Sunderland & District Teachers Association）。及後他們加入其他行業的球員，並正式以桑德兰足球俱樂部的名字參賽，在1885年轉為職業球隊，同年加入數名蘇格蘭球員，成為首批外援。
1890年他們加入足球聯盟，新特蘭是英國北部最頂尖的球會，在及後的6年內只輸掉1場主場比賽，並成為首支三奪頂級聯賽冠軍的英格蘭球隊。在二次世界大戰前，新特蘭已奪得六次當時頂級的甲組聯賽冠軍，不過戰後聯賽重開，新特蘭風光不再，更在1958年降級並告別其68年連續在頂級組別參賽的記錄（這個紀錄要到1988年才被阿仙奴打破）。
在以後的日子裡，新特蘭一直徘徊於甲組和乙組聯賽之間。1987年，新特蘭更歷史性首次降至丙組聯賽，在新領隊史密夫（Dennis Smith）帶領下，翌年即以丙組聯賽冠軍回升乙組。兩年後，雖然在溫布萊輸掉升班附加賽決賽，但勝利者史雲頓因財政問題（非法付款）將升班席位拱手讓予新特蘭。回升甲組後一季即回降乙組（或英超聯成立後的甲組）比賽。
1992年新特蘭再以次級聯賽隊伍身份在足總杯決賽挑戰利物浦，但以0比2失敗而回。自此領隊一職有如車輪轉，短期內更換多位領隊，包括哥士比（Malcolm Crosby）、畢查（Terry Butcher）及巴士頓（Mick Buxton）。1995年球隊戰績一落千丈，有可能再降級，只餘七場比賽，新特蘭董事會委任列特（Peter Reid）成為領隊，結果成功協助球隊留級並於翌年（1996年）奪得冠軍升級英超聯。
新特蘭升級後由於缺乏入球能力，在首個英超聯賽季（1996/1997）最後一輪比賽敗於溫布頓而終於宣佈護級失敗。同年光明球場啟用，可容納42,000觀眾，其後再加建至48,000個座位，為英格蘭現時第三大的球會主場。回降後首年在升班附加賽決賽以4比4戰平查爾頓，但以十二碼見負。1999年新特蘭以破記錄的105分稱霸英甲而再戰英超聯。
新特蘭升級後渡過一段短暫的好時光，首兩季位列第七位，僅僅錯過歐洲足協盃的參賽資格。2001/2002賽季新特蘭只能維持在中下游位置掙扎，隨著2002/2003開季差勁的表現，新特蘭以英格蘭國家隊技術總監韋健遜（Howard Wilkinson）取代列特，不過在列特離去後他們仍難避免以英超排名末席降班厄運，更在全季只取得19分，打破歷來英超球隊得分的最低紀錄。在降級前九場比賽，前愛爾蘭國家隊領隊麦卡锡（Mick McCarthy）接任，只是兩個賽季，麥卡菲再次帶領新特蘭取得英冠聯賽冠軍，重返英超聯。
再次升上英超的新特蘭在2005/06賽季成績非常糟糕，首28戰僅得10分，主場更未開勝利之門，2006年3月6日宣佈解雇任教三年的麥卡菲，由助理教练奇雲波爾暫行職權。2006年4月16日戰平曼聯0比0後，33戰12分尚餘五輪比賽，與安全線上的球隊相距17分，提早宣告降級並敬陪末席，來季回到英冠聯作賽，尚幸5月4日2-1擊敗富勒姆，終於在主場打開勝利之門。球季結束成績為3勝6和入28球得15分，打破自己在2002/03年保持英超最低得分紀錄（4勝入21球的19分）。這個恥辱性的紀錄要到2008年才被打比郡打破。麦卡锡在赛季进行到一半便离任。
2006/07赛季初，俱乐部由主席已退役的爱尔兰著名球员执教了几场比赛，战绩非常糟糕。但是，前曼联队长基恩正式接任主帅后，球队突然脱胎换骨。不但在2007年4月提前确保升入英超，还最终夺得英冠联赛冠军头衔，获得最佳教练的譽稱。
2007/08赛季开始前，球队为了备战英超引进了包括等的多名原在英国各级联赛效力的球员。其中苏格兰门将从以900万英镑身价加盟，打破了英超有史以来的门将转会费纪录和桑德兰的球员转会费纪录（原来是675万的挪威前锋），最終僅以3分之微排第15位避過降級厄運。
2008/09年球季隋著球隊於2008年11月29日主場1-4負於博尔顿，新特蘭落入降級區域的尾三位置，12月4日宣佈辭職。由接手，於成功保級後宣佈離職。6月3日聘任作為新領隊。
2011/12年球季，由於球隊於開季聯賽13場之中，只勝兩場（分別在9月18日主場4-0大勝斯托克城及於10月22日作客2-0擊敗保頓），随著球隊於2011年11月26日主場1-2反負於韋根，新特蘭跌至第16名（尾五）位置，11月30日班主艾利斯·索治宣佈解僱布魯士。12月3日，馬田·奧尼爾成為新特蘭領隊。
奧尼爾擔任領隊兩年後，隨著球隊於2013年3月30日主場0-1負於應屆冠軍曼联而被解僱，於翌日接任，最終帶領球隊提前兩週護級成功。
可惜在迪肯尼奧執教的第二個球季(2013/14年度)，新特蘭首五場比賽只取得一和四負，結果球會將迪肯尼奧解僱，改聘前車路士球員古斯塔沃·普耶為新領隊。新特蘭在他執教後成績有所改進，在盃賽成續不俗，在聯賽盃淘汰曼聯晉級決賽，最後僅負給曼城取得亞軍，足總盃也打入最後八強，不過聯賽仍處於下游位置，未脫離降班威脅。2014年4月7日新特蘭在聯賽以1-5慘敗給熱刺後，聯賽連敗四仗跌至榜尾，領隊普耶當時稱新特蘭要有奇蹟才能護級成功，但之後新特蘭卻在作客曼城、車路士及曼聯三支前列球隊的比賽，取得兩勝一和的成績，之後新特蘭主場以2-0擊敗西布朗，提早一周聯賽成功護級。
成功護級後，領隊普耶獲球隊續約兩年，但球隊在2014/15年度球季一如過往數季，在開季後成績不振，很快需要為護級而戰。2015年3月2日，新特蘭球員阿當·莊臣因與未成年少女發生性行為被捕，翌年被判囚六年。3月14日，新特蘭主場以0-4大敗予阿士東維拉，球隊辭退領隊普耶，改任荷蘭籍領隊艾禾卡特，出任暫代總教練到季尾，他最終帶領新特蘭在最後九場聯賽中取得三場勝仗，最後護級成功。艾禾卡特原先計劃完成球季後退休，但被新特蘭球迷誠意打動下答應決定續約多一年。但是到2015/2016球季，開季成績未如理想，首八場聯賽只得3分，最終艾禾卡特在2015年10月4日引咎辭職。新特蘭改任森姆·艾拿戴斯為新領隊。
新特蘭在艾拿戴斯領軍初期成績未見突出，一直在降班區內，直到季尾新特蘭接連擊敗車路士及愛華頓，結果成功壓倒紐卡素及諾域治，再次在季尾成功護級。
及後，由於艾拿戴斯受到英格蘭足球總會邀請作為新英格蘭國家足球隊領隊，於是新特蘭覓得前曼聯領隊大衛·莫耶斯作為新領隊，但新特蘭擺脫不了季初成績差劣的老毛病，在首十場英超比賽只取得0勝2和8負的成績，成為英超史上最差開季的球隊。新特蘭隨後谷底反彈，在首循環聯賽餘下九場賽事取得四場勝仗，聖誕節時壓過史雲斯及侯城，脱離榜尾。可惜新特蘭在聖誕過後的五場聯賽取得一和四負的劣績，於2017年1月底再次跌至榜尾。2017年2月中旬至4月上旬，新特蘭連續七場聯賽零入球，只取得一和六負的成績，聯賽積分漸被其他對手拋離。2017年4月29日，新特蘭在第34輪聯賽主場以0-1不敵般尼茅夫，提早四輪聯賽宣告護級失敗，結束連續十年的英超生涯，來屆降落英冠作賽。最終莫耶斯在球季結束後翌日 (2017年5月22日) 引咎辭職。新特蘭於2017年6月29日委任西蒙·加利臣為新領隊，而球隊首席門將佐敦·比克福特，亦於2017年6月15日以打破英格蘭守門員轉會費紀錄的3,000萬鎊，轉會愛華頓。
2017/18，在英冠角逐的新特蘭開季後長期位處榜末，球會最終於2017年11月解僱領隊西蒙·加利臣，委任前威爾斯領隊基斯·高文為球隊新領隊。可惜領隊的更換沒有為球隊帶來好成績，新特蘭整季聯賽大部份時間位處英冠榜末。2018年4月21日，新特蘭在英冠聯賽以1-2不敵伯顿，提早兩輪聯賽篤定降班，來屆在英甲作賽。
2018/19，新特蘭在英甲的首個賽季，雖大部份時間都在聯賽榜前兩名位置，但在最後七場聯賽只取得一場勝利，結果跌落英甲第五名，只取得升班附加賽資格。新特蘭雖在附加賽準決賽淘汰樸茨茅夫晉級決賽，但在決賽以1-2不敵查爾頓，來屆繼續在英甲作賽。
2019/20，新特蘭只取得英甲聯賽第八名，來屆繼續在英甲作賽。
2020/21，新特蘭取得英甲第四名，第二次取得升班附加賽資格，但在附加賽準決賽總比數以2-3不敵林肯城，來屆繼續在英甲作賽。
2021/22，新特蘭取得英甲第五名，第三次取得升班附加賽資格，附加賽準決賽總比數以2-1擊敗鍚周三，附加賽決賽總比數以2-0擊敗韋甘比，來屆重返英冠。
2022/23，新特蘭雖然重新升上英冠，但主力射手史超活因傷提早收咧，而且帶領升班的教練阿萊斯.尼爾也被英冠對手史篤城挖角，但在換上前布力般流浪領隊東尼莫布利，成績不跌反升，更在季尾打出一波9連不敗的佳績，在煞科日作客3比0戰勝普雷斯頓，在積分上成功反超米禾爾，更憑藉得失球差壓過布力般流浪成功升上第6位，取得升班附加賽資格，在升班附加賽首回合，新特蘭主場迎戰盧頓，在開賽早段被盧頓以角球先開紀錄，但憑藉著曼聯借將阿米特.迪亞路的罰球和休米的頭球反勝2比1，但次回合作客盧頓，新特蘭表現差勁，最後被盧頓2比0擊敗，兩回合合計反負2比3，無緣成為繼2011/2012英冠的修咸頓，另一支連續兩年升班的球隊，但新特蘭英冠第6位的成績也是他們在2016/17英超降班後，成績最好的一季。
2024/25，桑德蘭季前自法甲洛里昂挖來主帥Régis Le Bris。球隊全季表現穩健，長居前六名但無法爭取直升，最終取得英冠第四名，再度取得升超附加賽資格。面對考文垂，桑德蘭第一回合客場1-2勝，第二回合主場被拖入延長賽，但在延長賽補時階段上演絕殺，最終以1-1，總比數3-2進軍溫布利。決賽面對錫菲聯，桑德蘭上半場陷入落後並且場面受制於對手防守反擊，但下半場上演大逆轉，2-1奪得來屆重返英超的資格。這使得黑貓隊在闊別頂級聯賽八年後重返英格兰足球超级联赛。

## 大事紀年
| 年 份   | 事 項 |
| ------- | --- |
| 1890–91 | 獲推選加入足球聯賽；因派遣未註冊球員上陣，被罰扣減2分；足總盃晉級四強                                                                                  |
| 1891–92 | 足球聯賽冠軍；足總盃晉級四強 |
| 1892–93 | 足球聯賽增加乙組聯賽，原有的組別稱為甲組聯賽；甲組聯賽冠軍（第二次）                                                                                   |
| 1893–94 | 甲組聯賽亞軍 |
| 1894–95 | 甲組聯賽冠軍（第三次）；足總盃晉級四強 |
| 1896–97 | 甲組聯賽排第十五位，透過輪選賽保留甲組聯賽席位 |
| 1897–98 | 甲組聯賽亞軍 |
| 1900-01 | 甲組聯賽亞軍 |
| 1901-02 | 甲組聯賽冠軍（第四次） |
| 1912–13 | 甲組聯賽冠軍（第五次）；決賽0-1負於阿士東維拉，足總盃亞軍                                                                                              |
| 1922–23 | 甲組聯賽亞軍 |
| 1930–31 | 足總盃晉級四強 |
| 1934–35 | 甲組聯賽亞軍 |
| 1935–36 | 甲組聯賽冠軍（第六次） |
| 1936–37 | 決賽3-1擊敗普雷斯頓，足總盃冠軍 |
| 1937–38 | 足總盃晉級四強 |
| 1939–40 | 足球聯賽因二戰爆發暫停 |
| 1954–55 | 足總盃晉級四強 |
| 1955–56 | 足總盃晉級四強 |
| 1958    | 甲組聯賽排第廿一位，降班乙組聯賽 |
| 1962–63 | 晉級聯賽盃四強 |
| 1963–64 | 乙組聯賽亞軍，升班甲組聯賽 |
| 1970    | 甲組聯賽排第廿一位，降班乙組聯賽 |
| 1972–73 | 決賽1-0擊敗列斯聯，足總盃冠軍（第二次） |
| 1975–76 | 乙組聯賽冠軍，升班甲組聯賽 |
| 1977    | 甲組聯賽排第廿位，降班乙組聯賽 |
| 1979–80 | 乙組聯賽亞軍，升班甲組聯賽 |
| 1984–85 | 決賽0-1負於诺里奇城，聯賽盃亞軍；甲組聯賽排第廿一位，降班乙組聯賽                                                                                      |
| 1987    | 乙組聯賽排第廿位，升降班附加賽準決賽兩回合累計6-6，作客入球優惠負於基寧咸，降班丙組聯賽                                                                |
| 1987–88 | 丙組聯賽冠軍，升班乙組聯賽 |
| 1989–90 | 乙組聯賽排第六位，附加賽準決賽兩回合累計2-0淘汰紐卡素，温布萊決賽0-1負於史雲頓；但由於史雲頓涉及非法付款被罰降班丙組聯賽，因而獲取代其席位升班甲組聯賽 |
| 1991    | 甲組聯賽排第十九位，降班乙組聯賽 |
| 1991–92 | 決賽0-2負於利物浦，足總盃亞軍 |
| 1992–93 | 英超成立，乙組聯賽重組成為甲組〈II〉聯賽 |
| 1995–96 | 甲組〈II〉聯賽冠軍，升班英超聯賽 |
| 1997    | 英超聯賽排第十八位，降班甲組〈II〉聯賽 |
| 1997–98 | 甲組〈II〉聯賽排第三位，附加賽準決賽兩回合累計3-2淘汰錫菲聯，温布萊決賽4-4，十二碼6-7負於查爾頓                                                        |
| 1998–99 | 聯賽盃晉級四強；甲組〈II〉聯賽冠軍（第二次），升班英超聯賽                                                                                             |
| 2003    | 英超聯賽排第廿位，降班甲組〈II〉聯賽 |
| 2003-04 | 足總盃晉級四強；甲組〈II〉聯賽排第三位，附加賽準決賽兩回合累計4-4，十二碼4-5負於水晶宫                                                                 |
| 2004-05 | 甲組〈II〉聯賽更名英冠聯賽；英冠聯賽冠軍，升班英超聯賽                                                                                                 |
| 2006    | 英超聯賽排第廿位，降班英冠聯賽 |
| 2006-07 | 英冠聯賽冠軍（第二次），升班英超聯賽 |
| 2013–14 | 決賽1-3負於曼城，聯賽盃亞軍 |
| 2016–17 | 英超聯賽排第廿位，降班英冠聯賽 |
| 2017–18 | 英冠聯賽排第廿四位，降班英甲聯賽，連續兩季降班 |
| 2018–19 | 英甲聯賽排第五位，附加賽準決賽兩回合累計1-0擊敗樸茨茅夫，晉級附加賽決賽；決賽以1-2不敵查爾頓                                                           |
| 2020–21 | 英甲聯賽排第四位，附加賽準決賽兩回合累計以2-3不敵林肯城                                                                                                |
| 2021–22 | 英甲聯賽排第五位，附加賽準決賽兩回合累計2-1擊敗錫周三，晉級附加賽決賽；決賽以2-0擊敗韋甘比，升班英冠聯賽                                               |
| 2022–23 | 英冠聯賽排第六位，附加賽準決賽兩回合累計以2-3不敵盧頓                                                                                                  |
| 2024–25 | 英冠聯賽排第四位，附加賽決賽2-1擊敗錫菲聯，升上英超 |

## 主場球場

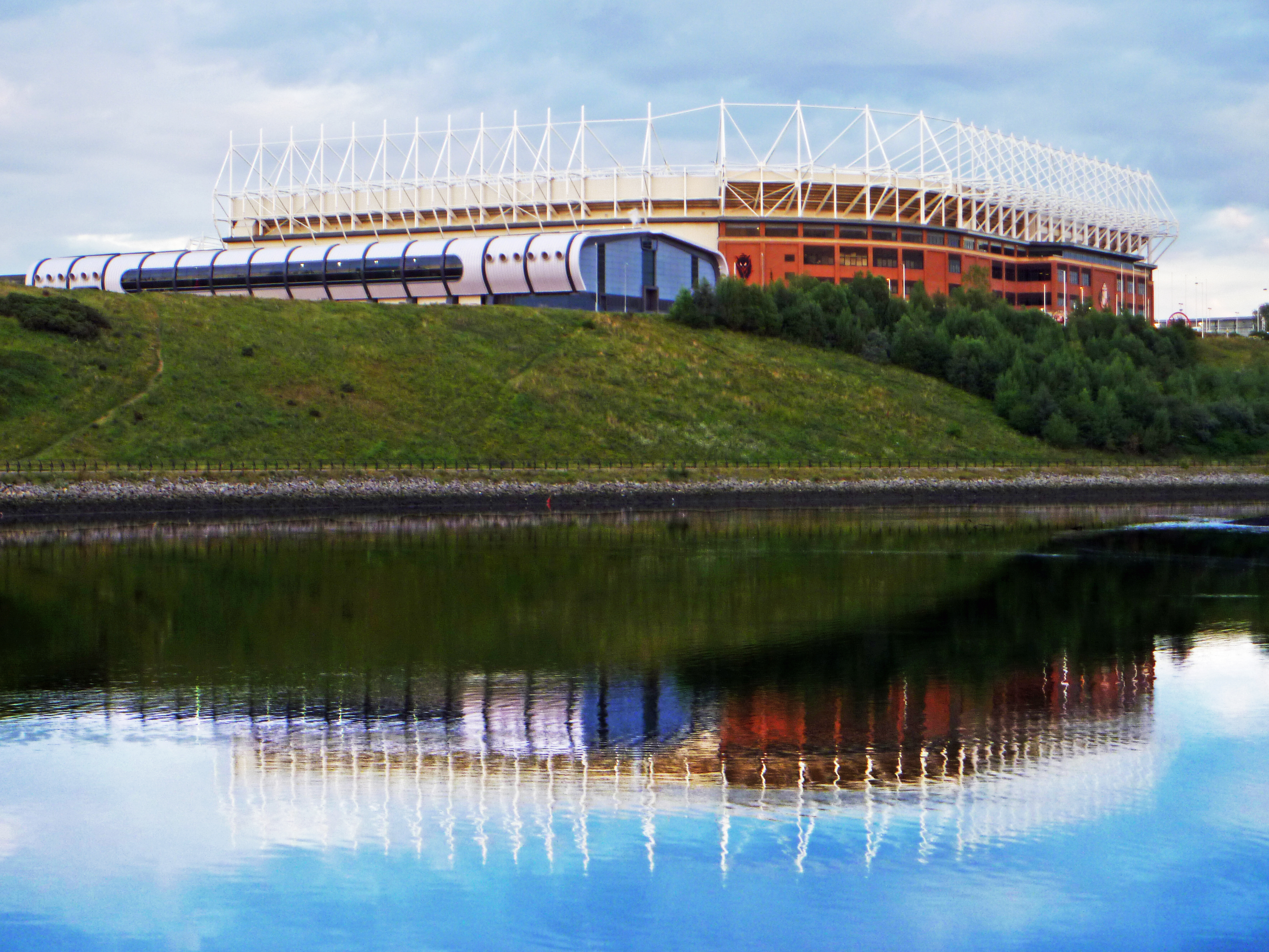
光明球場

新特蘭的主場球場是光明球場，位於英格蘭泰恩-威爾郡新特蘭市的足球場。
新特蘭的舊主場是洛加公園球場，自1989年當泰萊報告書發表之後，新特蘭需要計劃將球場改建為全座席的球場，洛加公園球場四週被民居所包圍，擴建機會不大，球場主要由企位看台組成，按計劃改建後，估計容量將大大縮減至9,000人，新特蘭在90年代初期開始另覓場地。
1997年7月30日約克公爵安德魯王子為光明球場揭幕，正式啟用。1999年，由於經常滿座，新特蘭隨即展開700萬英鎊的「北看台擴建」計劃，於2000年完成將容量提升至49,000人。
光明球場分為東、南（作客球迷）、西及北（主隊球迷的嘉靈看台）四個看台，其中「西看台」包含上層的「尊貴月台」（Premier Concourse）及行政廂房、主要入口、更衣室及球員出場隧道，並有接待處及宴會場地、媒體設施及酒吧等。「北看台」包含上層的「嘉靈上層看台」（Carling Upper Stand）及主場球迷聚集的「黑貓酒吧」（Black Cat's Bar）。

## 榮譽
| 榮譽                        | 次數        | 年度                                                             |
| 聯 賽 比 賽                 | 聯 賽 比 賽 | 聯 賽 比 賽                                                      |
| --------------------------- | ----------- | ---------------------------------------------------------------- |
| 甲組聯賽《I》 冠軍          | 6           | 1891/1892、1892/1893、1894/1895、1901/1902、1912/1913、1935/1936 |
| 甲組聯賽《I》 亞軍          | 5           | 1893/1894、1897/1898、1900/1901、1922/1923、1934/1935            |
| 冠軍聯賽《II》 冠軍         | 2           | 2004/2005、2006/2007                                             |
| 甲組聯賽《II》 冠軍         | 2           | 1995/1996、1998/1999                                             |
| 乙組聯賽《II》 冠軍         | 1           | 1975/1976                                                        |
| 乙組聯賽《II》 亞軍         | 1           | 1963/1964                                                        |
| 丙組聯賽《III》 冠軍        | 1           | 1987/1988                                                        |
| 杯 賽 比 賽                 |             |                                                                  |
| 足總杯 冠軍                 | 2           | 1936/1937、1972/1973                                             |
| 足總杯 亞軍                 | 3           | 1912/1913、1941/1942、1991/1992                                  |
| 足总青年杯 冠軍             | 2           | 1966/67、1968/69                                                 |
| 聯賽杯 亞軍                 | 2           | 1984/1985、2013/14                                               |
| 慈善盾 冠軍                 | 2           | 1901/1902、1936/1937                                             |
| 慈善盾 亞軍                 | 1           | 1937/1938                                                        |
| 2013年巴克萊亞洲錦標賽 亞軍 | 1           | 2013                                                             |
| 英格蘭聯賽錦標 冠軍         | 1           | 2020/2021                                                        |

## 球員名單（2025/26）
1. 粗體字為新加盟球員（青年隊提升不計）。
2. 2025年夏季轉會窗（英语：List of English football transfers summer 2025）：6月1日至10日，6月16日至9月1日。

### 目前效力
| 號碼  | 國籍           | 球員                                          | 位置       | 年齡  | 加盟年份 | 前屬球會        | 轉會費      |
| 門 將 | 門 將          | 門 將                                         | 門 將      | 門 將 | 門 將    | 門 將           | 門 將       |
| ----- | -------------- | --------------------------------------------- | ---------- | ----- | -------- | --------------- | ----------- |
| 1     | 英格兰         | 安东尼·帕特森（Anthony Patterson）            | 門將       | 25    | 2021     | 青年隊          | --          |
| 16    | 喀麦隆         | 布隆迪·諾克烏（Blondy Nna Noukeu）            | 門將       | 24    | 2024     | 斯托克城        | 自由轉會    |
| 21    | 英格兰         | 西蒙·摩尔（Simon Moore）                      | 門將       | 35    | 2024     | 科芬特里城      | 自由轉會    |
| 22    | 荷兰           | 罗宾·罗夫斯（Robin Roefs）                    | 門將       | 22    | 2025     | NEC奈梅亨       | 915萬鎊     |
| 後 衛 |                |                                               |            |       |          |                 |             |
| 2     | 威尔士         | 尼尔·哈金斯（Niall Huggins）                  | 右後衛     | 24    | 2021     | 列斯聯U23       | 無透露      |
| 3     | 英格兰         | （Dennis Cirkin）                             | 左後衛     | 23    | 2021     | 托特纳姆热刺U23 | 無透露      |
| 5     | 北爱尔兰       | 丹尼爾·巴拉德（Daniel Ballard）                     | 中後衛     | 25    | 2022     | 阿森纳U21       | 200萬鎊     |
| 6     | 法國           | （Timothée Pembélé）                          | 中堅       | 22    | 2023     | 巴黎圣日耳曼    | 85萬鎊      |
| 15    | 巴拉圭         | 奧馬爾·阿爾德雷特（Omar Alderete）                      | 中堅       | 28    | 2025     | 赫塔費          | 1,000萬鎊   |
| 17    | 莫桑比克       | （Reinildo Mandava）                          | 左閘       | 31    | 2025     | 马德里竞技      | 自由轉會    |
| 20    | 法國           | （Nordi Mukiele）                             | 右閘       | 27    | 2025     | 巴黎圣日耳曼    | 1,035萬鎊   |
| 23    | 荷兰           | 簡森·西爾特（Jenson Seelt）                   | 中後衛     | 22    | 2023     | PSV燕豪芬U21    | 170萬鎊     |
| 25    | 澳大利亚       | 内克塔里奥斯·特里安蒂斯（Nectarios Triantis） | 后卫       | 22    | 2023     | 中岸水手        | 30萬鎊      |
| 26    | 刚果民主共和国 | （Arthur Masuaku）                            | 左后卫     | 31    | 2025     | 贝西克塔什      | 自由轉會    |
| 32    | 北爱尔兰       | 特雷·休姆（Trai Hume）                        | 右後衛     | 23    | 2022     | 林菲尔德        | 20萬鎊      |
| 33    | 挪威           | 里奧·赫耶德（Leo Hjelde）                     | 左後衛     | 21    | 2024     | 列斯聯          | 150萬鎊     |
| 42    | 英格兰         | （Aji Alese）                                 | 中后卫     | 24    | 2022     | 西汉姆联U21     | 50萬鎊      |
| 45    | 英格兰         | 約瑟夫·威廉·安德森（Joe Anderson）            | 中后卫     | 24    | 2023     | 青年隊          | --          |
| 中 場 |                |                                               |            |       |          |                 |             |
| 4     | 英格兰         | 丹·尼爾（Dan Neil）                           | 正中場     | 23    | 2018     | 青年隊          | --          |
| 8     | 爱尔兰         | 艾倫·布朗（Alan Browne）                      | 正中場     | 30    | 2024     | 普雷斯顿        | 自由轉會    |
| 10    | 英格兰         | （Patrick Roberts）                           | 右翼       | 28    | 2022     | 曼城            | 自由轉會    |
| 11    | 英格兰         | 克里斯·瑞格（Chris Rigg）                     | 進攻中場   | 18    | 2023     | 青年隊          | --          |
| 13    | 英格兰         | 卢克·奥尼恩（Luke O'Nien）                    | 防守中場   | 30    | 2018     | 韋甘比          | 無透露      |
| 17    | 法國           | 阿卜杜拉·巴（Abdoullah Ba）                   | 右中場     | 22    | 2022     | 勒阿弗尔        | 85萬鎊      |
| 19    | 塞内加尔       | 哈比·迪亞拉（Habib Diarra）                   | 正中場     | 21    | 2025     | 斯特拉斯堡      | 2,700萬鎊   |
| 24    | 科特迪瓦       | （Simon Adingra）                             | 左翼／右翼 | 23    | 2025     | 布莱顿          | 2,110萬鎊   |
| 27    | 刚果民主共和国 | 诺亚·萨迪基（Noah Sadiki）                    | 正中場     | 20    | 2025     | 聖基萊斯聯      | 1,465萬鎊   |
| 28    | 法國           | 恩佐·勒菲（Enzo Le Fée）                      | 正中場     | 25    | 2024     | 羅馬            | 2,300萬歐元 |
| 30    | 塞尔维亚       | 米兰·阿列克西奇（Milan Aleksić）              | 正中場     | 19    | 2024     | 拉德尼基        | 300萬鎊     |
| 34    | 瑞士           | （Granit Xhaka）                              | 防守中場   | 32    | 2025     | 勒沃庫森        | 1,250萬鎊   |
| 36    | 哥伦比亚       | （Ian Poveda）                                | 右翼       | 25    | 2024     | 列斯聯          | 自由轉會    |
| -     | 英格兰         | 杰伊·马泰特（Jay Matet）                      | 中場       | 24    | 2022     | 費列活特        | 無透露      |
| 前 鋒 |                |                                               |            |       |          |                 |             |
| 7     | 摩洛哥         | 舍姆斯迪納·塔爾比（Chemsdine Talbi）          | 中鋒       | 20    | 2025     | 布魯日          | 1,725萬鎊   |
| 9     | 西班牙         | （Marc Guiu）                                 | 中鋒       | 19    | 2025     | 車路士          | 租借        |
| 12    | 西班牙         | 埃利埃澤爾·馬延達（Eliezer Mayenda）          | 中鋒       | 20    | 2023     | 索肖            | 68萬鎊      |
| 14    | 英格兰         | 羅曼·蒙德爾（Romaine Mundle）                 | 左翼       | 22    | 2024     | 标准列日        | 150萬鎊     |
| 18    | 法國           | 威爾遜·伊西多爾（Wilson Isidor）              | 中鋒       | 24    | 2025     | 泽尼特          | 500萬鎊     |
| 29    | 奈及利亞       | 艾哈邁德·阿卜杜拉希（Ahmed Abdullahi）        | 中鋒       | 21    | 2024     | 真特            | 125萬鎊     |
| -     | 乌克兰         | 纳扎里·鲁辛（Nazariy Rusyn）                  | 前鋒       | 26    | 2023     | 索爾亞          | 215萬鎊     |
| -     | 葡萄牙         | 路易斯·塞梅多（Luís Semedo）                  | 前鋒       | 22    | 2023     | 賓菲加B         | 43萬鎊      |

1. ↑  另浮動條款345萬鎊
2. ↑  另浮動條款250萬鎊
3. ↑  租借一季(24/25)，後買斷
4. ↑  另浮動條款400萬鎊

### 外借球員
| 號碼             | 國籍             | 球員               | 位置             | 年齡             | 加盟年份         | 外借球會         | 外借年期         |
| 2025年夏季轉會窗 | 2025年夏季轉會窗 | 2025年夏季轉會窗   | 2025年夏季轉會窗 | 2025年夏季轉會窗 | 2025年夏季轉會窗 | 2025年夏季轉會窗 | 2025年夏季轉會窗 |
| ---------------- | ---------------- | ------------------ | ---------------- | ---------------- | ---------------- | ---------------- | ---------------- |
| 22               | 法國             | （Adil Aouchiche） | 進攻中場         | 23               | 2023             | 阿伯丁           | 25/26球季        |

### 離隊球員
1. 『*』為先租出一季或半季後售出。

| 號碼             | 國籍             | 球員                                        | 位置             | 年齡             | 加盟年份         | 加盟球會         | 轉會費           |
| 2025年夏季轉會窗 | 2025年夏季轉會窗 | 2025年夏季轉會窗                            | 2025年夏季轉會窗 | 2025年夏季轉會窗 | 2025年夏季轉會窗 | 2025年夏季轉會窗 | 2025年夏季轉會窗 |
| ---------------- | ---------------- | ------------------------------------------- | ---------------- | ---------------- | ---------------- | ---------------- | ---------------- |
| 7                | 英格兰           | （Jobe Bellingham）                         | 中場             | 19               | 2023             | 多特蒙德         | 2,600萬鎊        |
| 20               | 加纳             | 萨利斯·阿卜杜勒·萨米德（Salis Abdul Samed） | 防守中場         | 25               | 2024             | 朗斯             | 租借歸還         |
| 26               | 威尔士           | （Chris Mepham）                            | 中後衛           | 27               | 2024             | 伯恩茅斯         | 租借歸還         |
| 39               | 法國             | （Pierre Ekwah）                            | 中場             | 23               | 2023             | 聖伊天           | 515萬鎊*         |
| 40               | 英格兰           | （Tom Watson）                              | 前鋒             | 19               | 2023             | 布莱顿           | 1,000萬鎊        |

## 著名球星
- 賴奇·卡特（Horatio "Raich" Carte，前鋒，1932-1945） ：276場（127球）；1936年聯賽及1937年足總杯冠軍成員；代表英格蘭13次。
- （Brian Clough，前鋒，1961-1964）：74場（63球）；代表英格蘭2次；退役後成為著名領隊，帶領諾定咸森林奪得歐冠杯。
- （Eric Gates，前鋒，1985-1990）：199場（19場後備）（54球）；丙組聯賽冠軍成員。
- （Michael Gray，左閘，1992-2004）：363場（16球）；代表英格蘭3次。
- （Bobby Gurney，前鋒，1925-1946）：新特蘭入球最多紀錄保持者；388場（228球）；1936年聯賽及1937年足總杯冠軍成員；代表英格蘭1次。
- （Charlie Hurley，前鋒，1957-1969）：新特蘭球迷選出的「世紀之星」；400場（1場後備）（26球）；代表愛爾蘭40次。
- 蒙哥馬利（Jimmy Montgomery，門將，1960-1977）：新特蘭出場次數紀錄保持者；623場（0球）；73年足總杯及1976年乙組聯賽冠軍成員。
- （Kevin Phillips，前鋒，1998-2003）：新特蘭戰後入球最多紀錄保持者；232場（128球）；代表英格蘭8次。
- （Niall Quinn）《前鋒，1996-2002》：光明球場首位入球者；219場（67球）；代表愛爾蘭91次。
- （Leigh Richmond Roose，門將，1907-1910）：92場（0球）；戰前最偉大的守門員。
- 加里·羅威爾（Gary Rowell，前鋒，1974-1984）：266場（27場後備）（102球）。
- 伦·謝克爾頓（Len Shackleton，前鋒，1948-1957）：348場（101球）；代表英格蘭5次。
- （Thomas Sørensen，門將，1998-2003）：197場（0球）；取代舒米高成為丹麥首席門將。
- （Dave Watson，後衛，1970-1975）：209場（33球）；73年足總杯冠軍成員；代表英格蘭65次。
- （Dwight Yorke，前鋒，2006-2009）：著名前鋒，英格蘭超級聯賽總射手榜排名第9（122球）；曾擔任千里達國家足球代表隊隊長，代表千里達74次。
- 佐敦·軒達臣（Jordan Henderson，中場，2008–2011）
- （Granit Xhaka，中場，2025–）

## 外部連結
- 新特蘭官方網站 （页面存档备份，存于）（英文）
  - 新特蘭球迷網站（ALS） （页面存档备份，存于）
  - 新特蘭球迷網站（The Mackem Site）
  - 新特蘭球迷網站（Forever The Mackems）
- 新特蘭香港球迷會Facebook專頁